# انعكاس ضريبي

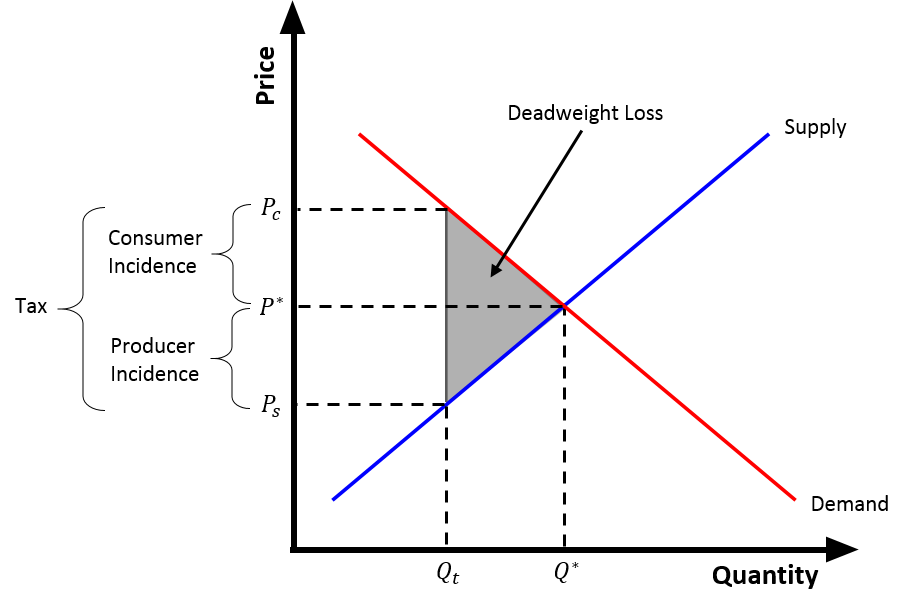
رسم بياني يوضح توزع الضرائب

في الاقتصاد، يكون الانعكاس الضريبي أو عبء الضريبة هو تأثير ضريبة معينة على توزيع الرفاهية الاقتصادية. يميز الاقتصاديون بين الكيانات التي تتحمل في النهاية العبء الضريبي وتلك التي تفرض عليها الضريبة في البداية. يقيس عبء الضريبة الوزن الاقتصادي الحقيقي للضريبة، ويقاس بالفرق بين الدخل الحقيقي أو المرافق قبل وبعد فرض الضريبة. لا يتعين على الفرد الذي تفرض عليه الضريبة أن يتحمل الحجم الحقيقي للضريبة. تم في البداية لفت انتباه الاقتصاديين إلى مفهوم حدوث الضرائب من قبل الفيزيوقراطيين الفرنسيين، ولا سيما فرانسوا كويسناي، الذي جادل بأن وقوع جميع الضرائب يقع في النهاية على ملاك الأراضي وعلى حساب إيجار الأراضي. ويقال إن الانعكاس الضريبي «يسقط» على المجموعة التي تتحمل في النهاية عبء الضريبة أو تعاني منها في النهاية. المفهوم الرئيسي لحدوث الضريبة هو أن الانعكاس الضريبي أو العبء الضريبي لا يعتمد على مكان تحصيل الإيرادات، ولكن على مرونة السعر للطلب ومرونة سعر العرض . كمسألة تتعلق بالسياسة العامة، يجب ألا ينتهك معدل الضريبة مبادئ النظام الضريبي المرغوب فيه، وخاصة العدالة والشفافية.
نظرية الانعكاس الضريبي لها عدد من النتائج العملية. على سبيل المثال، يتم دفع ضرائب رواتب الضمان الاجتماعي بالولايات المتحدة إلى النصف بواسطة الموظف والنصف الآخر من قبل صاحب العمل. ومع ذلك، يعتقد بعض الاقتصاديين أن العامل يتحمل عبء الضريبة بالكامل تقريبًا لأن صاحب العمل يمرر الضريبة على شكل أجر أقل. ويقال إن معدل الضريبة يقع على الموظف. ومع ذلك، يمكن القول كذلك أن وقوع الضريبة يقع في بعض الحالات على صاحب العمل. وذلك لأن كل من مرونة السعر للطلب ومرونة الأسعار للعرض تؤثر على من يقع فيها معدل الضريبة. الضوابط على الأسعار مثل الحد الأدنى للأجور الذي يحدد الحد الأدنى للسعر وتشوهات السوق مثل الإعانات أو مدفوعات الرعاية الاجتماعية تعقد أيضا التحليل.